# Кулаков, Александр Викторович (хоккеист)
Алекса́ндр Ви́кторович Кулако́в (15 мая 1983, Минск, БССР) — белорусский хоккеист, крайний нападающий; тренер.

## Биография
Воспитанник минской «Юности». Игрок национальной сборной. Начал карьеру в 2000 в белорусской экстралиге за минскую «Юность». В 2001—2002 выступал за минский «Керамин», а в 2002—2003 за ХК «Витебск». С 2003 выступает за минское «Динамо», с 2008 игрок Континентальной хоккейной лиги.
9 августа 2021 года объявил о завершении игровой карьеры.

### Сборная Белоруссии
В 2000—2001 выступал в юниорской сборной Белоруссии — участник юниорского чемпионата мира 2000. В 2001—2003 выступал за молодёжную сборную Белоруссии. Участник молодёжных чемпионатов мира 2001, 2002 и 2003. С 2007 выступает за взрослую сборную. Участник чемпионатов мира 2007, 2008, 2009 и 2010, а также Олимпиады 2010. За сборную Белоруссии сыграл 28 игр и набрал 6 очков.

## Достижения
- 2002 — чемпион и обладатель кубка Белоруссии.
- 2006 — серебряный призёр чемпионата Белоруссии и обладатель кубка Белоруссии.
- 2007 — чемпион и обладатель кубка Белоруссии.
- 2008 — бронзовый призёр чемпионата Белоруссии.
- 2009 — обладатель кубка Шпенглера.